# Бабченко Павло Степанович
Павло Степанович Бабченко (20 грудня 1915, Миколаївка, Сумська область — 15 червня 2001, Люботин) — радянський військовик. Повний кавалер ордена Слави, кавалер орденів Знак Пошани, Червоної Зірки, Вітчизняної війни I та II ступенів.

## Життєпис
Павло Степанович Бабченко народився 20 грудня 1915 року у Миколаївці Сумської області. 
У 1937—1941 роках служив у Червоній армії у 112-му кавалерійському полку у місті Проскурів. Учасник Радянського вторгнення до Польщі у 1939 році. Вдруге в Червоній армії з 1943 року. У діючій армії з вересня 1943 року. Брав участь у військових операціях на території Сумської області, форсуванні Дніпра, Вісло-Одерській операції, в боях на Правобережжі України, у захопленні міст Станіслава, Дрогобича, Праги. Був контужений. Повний кавалер ордена Слави.
Помер 15 червня 2001 року у Люботині.